# Senza una donna
"Senza una donna" (Without a Woman) é uma canção composta e gravada por Zucchero Fornaciari em seu álbum Blue's (1987) e regravada em 1991 com a participação do cantor de pop rock Paul Young. As letras em inglês foram escritas pelo compositor britânico Frank Musker. Foi lançado como single, intitulado "Senza una donna (Without a Woman)" e alcançou a quarta posição nas paradas de singles britânicas e segunda posição na Alemanha e na França. Liderou também as paradas da Noruega e da Suécia. Já foi vendida mais de setecentas mil cópias no mundo inteiro. No Brasil, fez parte da trilha sonora internacional da telenovela global Perigosas Peruas, em 1992.

## Faixa
CD single
1. "Senza una donna (Without a Woman)" (7 inch) — 4:26
2. "Dunes of Mercy" de Zucchero — 5:38

Maxi single
1. "Senza una donna (Without a Woman)"
2. "Madre dolcissima" de Zucchero
3. "Dunes of Mercy" de Zucchero

7" single
1. "Senza una donna (Without a Woman)"
2. "Madre dolcissima" de Zucchero

## Certificações
| País           | Certificação | Data                | Vendas certificadas |
| -------------- | ------------ | ------------------- | ------------------- |
| França         | Ouro         | 1991                | 346 000             |
| Suécia         | Ouro         | 24 de julho de 1991 | 30 000              |
| Noruega        | Ouro         | 1991                | 30 000              |
| Itália         | Ouro         | 1991                | 30 000              |
| Bélgica        | Ouro         | 1991                | 30 000              |
| Estados Unidos | Ouro         | 1991                | 500 000             |